# Agathis microstachya
Espèce
Classification phylogénétique
Statut de conservation UICN

 NT  : Quasi menacé
Agathis microstachya est une espèce de conifères de la famille des Araucariaceae. Il se rencontre uniquement en Australie. Il est menacé du fait de la destruction de son habitat.

## Description
C'est un arbre haut, qui peut atteindre 50 mètres de hauteur et un diamètre de 2,7m. Son écorce est brune et écailleuse. Il est persistant et monoïque.
Ses feuilles sont linéaires à elliptiques (long : 2-9 cm, large : 5-25 mm), au pétiole glabre. Les cônes mâles sont solitaires et axillaires, sessiles et cylindriques (long : 11-16 mm, diam : 6-8 mm). Les cônes femelles sont solitaires et terminaux, globulaires à ovoïdes (long : 26-35 mm, diam : 35-45 mm).